# Província de Savona
La província de Savona  és una província que forma part de la regió de Ligúria dins Itàlia. La seva capital és Savona.
Limita a l'oest amb la província d'Imperia, al nord amb el Piemont (província de Cuneo, província d'Asti, i província d'Alessandria), a l'est amb la ciutat metropolitana de Gènova i al sud amb el Mar Lígur.
Té una àrea de 864,88 km², i una població total de 286.572 hab. (2016). Hi ha 69 municipis a la província.